# 第168場演唱會Live全紀錄
第168場演唱會Live全紀錄是臺灣樂團五月天的首張現場專輯，這專輯收錄了他們在1999年8月28日於台北市立體育場舉行的「第168場演唱會」曲目，在1999年11月1日發行。後來滾石唱片在2010年發行復刻版本。

## 曲目
| 曲序 | 曲目                   | 备注         | 时长 |
| ---- | ---------------------- | ------------ | ---- |
| 1.   | 黑白講                 |              | 5:49 |
| 2.   | 軋車                   |              | 2:35 |
| 3.   | Hosee                  |              | 2:42 |
| 4.   | Talk                   |              | 1:05 |
| 5.   | I Love You 無望        |              | 5:08 |
| 6.   | 風若吹                 |              | 4:02 |
| 7.   | 生活                   |              | 3:49 |
| 8.   | 就在今夜               | 詞曲：邱晨   | 3:16 |
| 9.   | 愛情釀的酒             | 詞曲：紅螞蟻 | 4:12 |
| 10.  | 擁抱                   |              | 4:36 |
| 11.  | 瘋狂世界               |              | 3:46 |
| 12.  | 軋車                   |              | 2:57 |
| 13.  | 志明與春嬌             |              | 4:00 |
| 14.  | 愛情的模樣             |              | 5:12 |
| 15.  | 透露                   |              | 4:35 |
| 16.  | 志明與春嬌（Encore版） |              | 6:28 |

## 製作團隊
- 監製：李宗盛
- 製作人：五月天、陳建良
- 製作行政統籌：劉慧君
- 主唱：阿信
- 吉他：怪獸、石頭
- 貝斯：瑪莎
- 鼓手：諺明（冠佑）
- 鍵盤：陳建良
- 弦樂演奏：李琪、吳世傑、何君恆、馬紀偉、藍國融、侯勇光
- 吉他技師：張崇杰、吉米·溫
- 錄音：陳建良、陳志恆、魏宏城（敬業錄音室）
- 混音：林揮賦（上赫錄音室）
- 母帶後期處理：鄒啟源（傑克錄音室）
- 發行人：段鍾潭
- 統籌：陳勇志、李宗盛
- 企劃統籌：謝芝芬
- 企劃：謝佩伶
- 執行企劃：游紹翔
- 視覺創意：S/M>金夏 夏
- 攝影：莊平
- 行政：陳邱惠、張巧雲、陳麗美、梅海悌、林郁安
- 文案：葛大為
- 媒體企劃：朱冠綸
- 媒體統籌：徐世芸
- 特案協調：任國勇
- 電視宣傳：宋狄峰
- 電台宣傳：周佑洋
- 活動：劉仁正、李小龍
- 平面宣傳：游弘祺、葉佩珊
- 造型化妝髮型專案：陳文文、林家芬
- 髮型：NIDOL
- 化妝：梵偉、ADA
- 造型：王威翔

## 發行版本
| 地區 | 發行日期      | 類型          | 附註         |
| ---- | ------------- | ------------- | ------------ |
| 臺灣 | 1999年11月1日 | CD＋VCD＋書冊 | 第一版       |
| 臺灣 | 1999年11月1日 | VCD           | 卡拉OK版     |
| 臺灣 | 2010年8月17日 | DVD           | 2010年復刻版 |